# Edgar Lederer
Edgar Lederer (Viena, 5 de junho de 1908 — 19 de outubro de 1988) foi um bioquímico francês de ascendência austríaca. Conhecido por suas diversas pesquisas sobre minerais e sua participação no desenvolvimento da cromatografia.

## Obras
- Edgar Lederer: Itinéraire d'un biochimiste français, éditions Publibook, 2007